# (5479) Grahamryder
(5479) Grahamryder (1989 UT5) – planetoida z pasa głównego asteroid okrążająca Słońce w ciągu 4,14 lat w średniej odległości 2,58 j.a. Odkryta 30 października 1989 roku.